# Komoé (rzeka)
Komoé albo Comoé – rzeka w południowo-zachodnim Burkina Faso i we wschodnim Wybrzeżu Kości Słoniowej, o długości ok. 750 km. Wypływa z masywu Chaîne de Banfora, a uchodzi do Zatoki Gwinejskiej w pobliżu miasta Grand Bassam na wschód od Abidżanu. Obok rzek Bandama i Sassandra jest to jedna z trzech najważniejszych rzek Wybrzeża Kości Słoniowej.
Na rzece występują liczne progi i wodospady (do najbardziej znanych zalicza się wodospad Karfiguéla). W środkowym biegu utworzono Park Narodowy Komoé, wpisany na listę światowego dziedzictwa UNESCO.